# William Bentinck (2e duc de Portland)
Pour les articles homonymes, voir William Bentinck et Bentinck.
William Bentinck' (1er mars 1709 - 1er mai 1762) est un pair et un homme politique britannique. Titré 2e duc de Portland, il prend le  titre de vicomte Woodstock de 1709 à 1716 et de marquis de Titchfield de 1716 à 1726

## Biographie
Il est le fils de Henry Bentinck (1er duc de Portland) et de son épouse Elizabeth Noel, fille de Wriothesley Baptist Noel, deuxième comte de Gainsborough. Il succède à son père comme duc à l'adolescence en 1726 . Il est l'un des premiers gouverneurs du Foundling Hospital de Londres, fondé en 1739, et est fait chevalier de la jarretière en 1741. Le 11 juin 1734, il épouse Margaret Harley, fille d'Edward Harley et comte Mortimer. Ils ont six enfants:
- Elizabeth Bentinck (Welbeck Abbey, 27 juin 1735 - 25 décembre 1825, Londres), qui épouse Thomas Thynne (1er marquis de Bath) (1734-1796)
- Henrietta Bentinck (8 février 1737 - 4 juin 1827), qui épouse George Grey (5e comte de Stamford) [2] (1737-1819)
- William Cavendish-Bentinck (né le 14 avril 1738 - mort le 30 octobre 1809), qui épousa Lady Dorothy Cavendish (1750-1794), fille de William Cavendish (4e duc de Devonshire)
- Margaret Bentinck (26 juillet 1739 - 28 avril 1756)
- Frances Bentinck (9 avril 1741 – mars 1743)
- Edward Cavendish-Bentinck (3 mars 1744 - 8 octobre 1819), marié à Elizabeth Cumberland (décédé en 1837)

Le duc ne recherche aucun poste public, mais se concentre sur sa vie familiale au siège de la famille, Bulstrode Park .
Il est identifié dans le livre pratique de curiosités littéraires (1909) comme l'un des auteurs du grand canular de 1749, dans lequel une foule nombreuse a été attirée dans un théâtre londonien dans l'espoir de voir un homme sauter dans une bouteille".
Il est décédé en mai 1762, à l'âge de 53 ans, est enterré à l'Abbaye de Westminster. Son fils aîné, William, qui devient Premier ministre de la Grande-Bretagne, lui succède comme duc. La duchesse de Portland est décédée en 1785.